# سیارک ۲۱۸۹۹۸
سیارک ۲۱۸۹۹۸ (به انگلیسی: 218998 Navi، نامگذاری:2008JZ2) دویست و هجده هزار و نهصد و نود و هشتمین سیارک کشف شده‌است که در ۳ مه ۲۰۰۸ کشف شد.